# René Lohse
Pour les articles homonymes, voir Lohse.
René Lohse, né le 23 septembre 1973 à Berlin-Est, est un patineur artistique allemand.

## Biographie

### Carrière sportive
René Lohse concourt en danse sur glace avec Kati Winkler, avec laquelle il remporte la médaille de bronze aux Championnats du monde de 2004, ce qui est le plus grand succès allemand dans cette discipline depuis 1973 et le succès de Angelika Buck et Erich Buck. Ils ont également été les premiers Allemands à se qualifier en danse sur glace pour la finale du Grand Prix ISU. En 2005, ils terminent cinquième de cette finale.
Kati Winkler et René Lohse ont commencé leur carrière en danse sur glace en 1987 à Berlin-Est et ont été entrainés jusqu'en 1996 par Knut Schubert. Puis ils sont partis s'entraîner à Oberstdorf en Bavière sous la direction de Martin Skotnicky. Ils ont été les derniers champions d'Allemagne de l'Est. Ils ont arrêté leur carrière amateur en 2004 après les championnats du monde.

## Palmarès
| Compétition                       | 1990    | 1991    | 1992    | 1993    | 1994    | 1995    | 1996    | 1997    | 1998    | 1999    | 2000    | 2001    | 2002    | 2003    | 2004    |
| Jeux olympiques d'hiver           |         |         |         |         |         |         |         |         | 10e     |         |         |         | 8e      |         |         |
| Championnats du monde             |         |         |         |         |         | 19e     | 13e     | 12e     | 9e      | 7e      | 6e      | 7e      | 7e      | F       | 3e      |
| Championnats d’Europe             |         |         |         | 16e     |         | 15e     | 9e      | F       | 9e      | 6e      | 5e      | 6e      | F       | 5e      | F       |
| Championnats d'Allemagne de l'Est | 1er     |         |         |         |         |         |         |         |         |         |         |         |         |         |         |
| Championnats d'Allemagne          |         |         | 2e      | 2e      | 3e      | 2e      | 1er     | F       | 1er     | 1er     | 1er     | F       | F       | 1er     | 1er     |
| Championnats du monde juniors     |         | 15e     | 8e      |         |         |         |         |         |         |         |         |         |         |         |         |
|                                   |         |         |         |         |         |         |         |         |         |         |         |         |         |         |         |
| Grand Prix ISU                    | 1989/90 | 1990/91 | 1991/92 | 1992/93 | 1993/94 | 1994/95 | 1995/96 | 1996/97 | 1997/98 | 1998/99 | 1999/00 | 2000/01 | 2001/02 | 2002/03 | 2003/04 |
| Finale du Grand Prix              |         |         |         |         |         |         |         |         |         |         |         | 5e      |         |         |         |
| Skate America                     |         |         |         |         |         | 4e      | 7e      | 6e      |         |         | 4e      |         |         |         |         |
| Skate Canada                      |         |         |         |         |         | 7e      | 9e      |         |         |         |         |         |         |         |         |
| Coupe d'Allemagne                 |         |         |         | 7e      | 9e      | 6e      | 6e      | 7e      | 5e      | 3e      | 2e      | 4e      |         | 3e      |         |
| Trophée de France                 |         |         |         |         |         |         |         | 5e      |         |         |         | 3e      |         |         |         |
| Coupe de Russie                   |         |         |         |         |         |         |         |         |         |         |         |         |         | 4e      | 4e      |
| Trophée NHK                       |         |         |         |         |         |         |         |         |         | 4e      |         | 3e      |         | 2e      | 4e      |
| Légende : F= Forfait              |         |         |         |         |         |         |         |         |         |         |         |         |         |         |         |